# Discoverer–5
A Discoverer–5 (1959 EPS 1) amerikai felderítő műhold.

## Küldetés
Corona egy amerikai felderítő műhold-rendszer volt, amelyet a légierő (USAF) segítségével a CIA tudományos és technológiai igazgatósága üzemeltetett. A korai Corona kilövéseket a Discoverer–űrprogram mögé rejtették. Részben tudományos-technikai kísérletekre, illetve felderítési célokra alkalmazták.
A program célja, hogy a felderítési adatokat, képeket egy visszatérésre alkalmas kapszula hordozza. Elsősorban a Szovjetunió, valamit Kína területeiről gyűjtött – katonai és polgári – adatokat visszajuttatva lehetőséget adjon a támadó eszközök elhelyezéséről, mozgásáról, a kódolt kapcsolattartásról, a várható veszélyeztetésről, lehetővé téve a szükségszerű ellenintézkedéseket. A műholdrendszerrel igyekeztek kiváltani az U–2 kémrepülőgépeket.

## Jellemzői
1959. augusztus 13-án a légierő Vandenbergben lévő indítóállomásáról egy Thor-Agena A hordozórakétával indították Föld körüli pályára. Orbitális magasságban a hordozóeszköz utolsó fokozatát pneumatikus nitrogénsugarak (hideg-gázrakéták) segítségével fordították meg, illetve állították a tervezett pályára. A műholdat beépítették az utolsó fokozatba. A műhold alakja kúp, amelyhez a rakétafokozat hengere kapcsolódik. Horizontérzékelő berendezése segítségével stabilizálták hossztengelye mentén.  Az energiát nikkel-kadmium akkumulátorok biztosították. A mérési adatokat két, különböző frekvencián működő rádióadó továbbította a földi vevőállomásokra. A műhold pályája 94,2 perces, 80 fok hajlásszögű (sarki pálya), elliptikus pálya perigeuma 193 kilométer, az apogeuma 353 kilométer volt. Az utolsó rakétafokozat 1,5 méter átmérőjű, 5,85 méter hosszú, tömege 3 850 kilogramm. A műszeregység tömege 780 kilogramm, a visszatérő kapszula 140 kilogramm, 84 centiméter átmérőjű és 69  centiméter magas volt.
A fő egység augusztus 13-án földi parancsra a visszatérő kapszulát a Csendes-óceán fölött kioldotta. Az exponált filmet – technikai okok miatt (áramellátási hiba) üresen – a műhold a speciálisan kiképzett kapszulájában juttatta vissza a légkörbe, ahol egy adott magasságtól ejtőernyővel ereszkedett lejjebb. Az ejtőernyőt (fény és rádiójelzések) egy kifejezetten erre a célra épített teherszállító repülőgép kapta el süllyedés közben. A kapszulát úgy tervezték, hogy sikertelen ejtőernyős elfogás esetén egy ideig még lebegjen a tenger felszínén, majd süllyedjen el. A visszatérési műveletekben részben a Mercury űrhajók visszatérő rakétarendszerét (fékezőrakéták, ejtőernyős rendszer) is kipróbálták. A fő egység, aktív szolgálatát befejezve 1959. szeptember 28-án a Föld légkörében elégett.

## Külső hivatkozások
- Discoverer–5. nasa.gov. (Hozzáférés: 2012. november 23.)

| Elődje: Discoverer–4 | Discoverer műholdak 1959–1962 | Utódja: Discoverer–6 |